# Sibine fusca
Sibine fusca är en fjärilsart som beskrevs av Stoll 1781. Sibine fusca ingår i släktet Sibine och familjen snigelspinnare. Inga underarter finns listade i Catalogue of Life.